# Placówka Straży Granicznej w Nysie

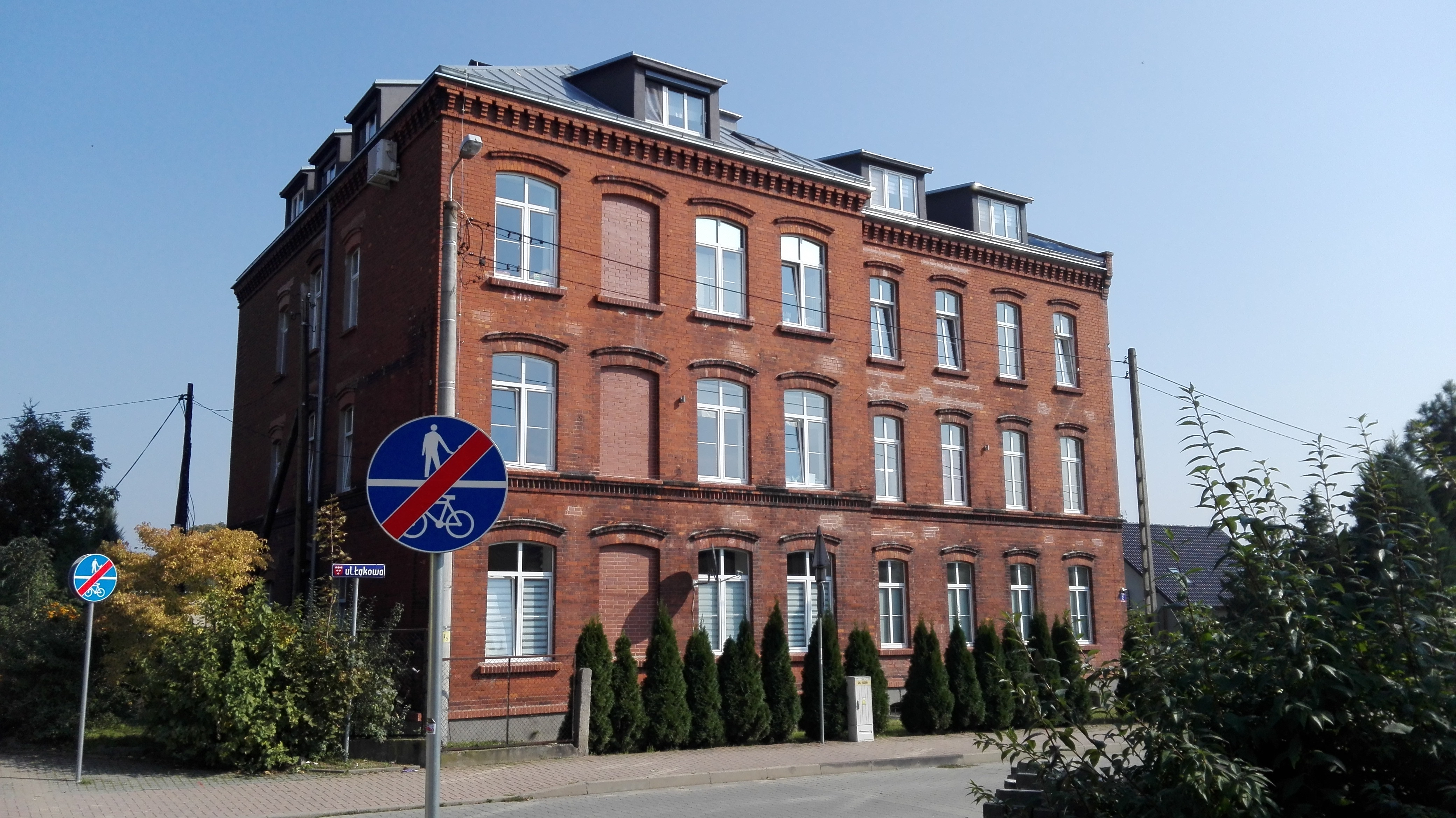
Nysa, ul. Łąkowa 2. Obiekt, w którym czasowo funkcjonowała Grupa ds. Cudzoziemców Placówki SG w Nysie (wrzesień 2017)

Placówka Straży Granicznej w Nysie z siedzibą tymczasową w Konradowie – zlikwidowana graniczna jednostka organizacyjna Straży Granicznej realizująca zadania w ochronie granicy państwowej z Republiką Czeską.

## Formowanie i zmiany organizacyjne
Placówka Straży Granicznej w Nysie (PSG w Nysie) została powołana 15 stycznia 2008 w strukturach Śląskiego Oddziału Straży Granicznej zarządzeniem Komendanta Głównego Straży Granicznej i przejęła do ochrony odcinek granicy dotychczas ochraniany przez placówki Straży Granicznej w Paczkowie, Jasienicy Górnej i Głuchołazach, której tymczasowa siedziba mieściła się w Konradowie, tj. w dotychczasowej siedzibie placówki SG w Głuchołazach. Działanie takie podyktowane było zmianą charakteru realizowanych przez Straż Graniczną zadań na odcinku granicy wewnętrznej Unii Europejskiej po przystąpieniu Rzeczypospolitej Polskiej do grupy państw Schengen, zasadniczo związanych ze zniesieniem kontroli granicznej i odstąpieniem od konieczności fizycznej ochrony granicy państwowej.
Budynek w Nysie, przy ul. Łąkowej 2 został przejęty od Starostwa powiatowego w Nysie i czasowo w nim funkcjonowała Grupa ds. Cudzoziemców Placówki SG w Nysie, niemniej ze względu na bardzo zły stan techniczny obiektu, zrezygnowano z niego.
15 grudnia 2010, na podstawie Zarządzenia Komendanta Głównego Straży Granicznej, zakończyła funkcjonowanie Placówka Straży Granicznej w Nysie. Zadania zlikwidowanej placówki przejęła Placówka Straży Granicznej w Opolu, która swym terytorialnym zasięgiem objęła prawie całe województwo opolskie. Jednocześnie w strukturze opolskiej placówki rozpoczęła funkcjonowanie Grupa Zamiejscowa w Nysie z tymczasową siedzibą w Konradowie. Dokonane w Śląskim Oddziale Straży Granicznej zmiany organizacyjne były elementem restrukturyzacji całej formacji po przyłączeniu Polski do Strefy Schengen i wynikały z koncepcji funkcjonowania Straży Granicznej na lata 2009–2015. Po rozformowaniu Grupy Zamiejscowej PSG w Opolu, budynki zostały przekazane gminie i zaadaptowane na mieszkania.

## Ochrona granicy
Placówka Straży Granicznej w Nysie, swym zasięgiem obejmowała część obszaru województwa opolskiego tj. powiaty: nyski, brzeski i prudnicki.
Ochraniała odcinek wewnętrznej granicy Unii Europejskiej, o długości 100,66 km:
- Włącznie znak graniczny nr II/124, wyłącznie znak gran. nr II/200[4] .

## Placówki sąsiednie
- Placówka SG w Opolu ⇔ Placówka SG w Złotym Stoku.